# Víctor (Fußballspieler)
Víctor Sánchez del Amo, genannt Víctor, (* 23. Februar 1976 in Madrid) ist ein ehemaliger spanischer Fußballspieler und jetziger -trainer.

## Laufbahn
Der offensive Mittelfeldspieler begann seine Karriere beim spanischen Spitzenclub Real Madrid, bei denen er 1998 sogar den Sprung in den erweiterten Kreis der ersten Mannschaft schaffte. Nach einem einjährigen Gastspiel bei Racing Santander wechselte Víctor 1999 zu Deportivo La Coruña. In seiner ersten Saison wurde er mit Deportivo Meister der Primera División 1999/2000. Zwischen 2000 und 2004 kam er sporadisch im spanischen Nationalteam zum Einsatz und bestritt dort insgesamt drei Spiele. In der Saison 2006/07 spielte Víctor bei Panathinaikos Athen. Seine Spielerkarriere ließ er beim FC Elche ausklingen.
Seit dem 9. April 2015 war Víctor Trainer von Deportivo La Coruña. Am Saisonende 2015/16 trennte sich der Verein trotz Klassenerhaltes von Víctor, nach nur zwei Siegen in der Rückrunde.
Im Sommer 2016 übernahm Víctor das Traineramt bei Olympiakos Piräus. Sein Vorgänger, der Portugiese Marco Silva, trat noch vor Saisonbeginn im österreichischen Sommer-Trainingslager überraschend zurück. Víctor verpasste mit Olympiakos Piräus die Qualifikation zur Champions League. Nach einem 0:0 im Hinspiel, verlor man gegen den israelischen Meister Hapoel Be’er Scheva das Rückspiel mit 0:1. Víctor wurde nach nur wenigen Wochen vom Portugiesen Paulo Bento abgelöst.
Am 12. November 2016 trat er die Nachfolge von Gustavo Poyet als Trainer bei Betis Sevilla an. Zwei Spieltage vor dem Saisonende 2016/17 wurde er im Mai 2017 wieder entlassen.
Nach fast zwei Jahren ohne Engagement übernahm Víctor im April 2019 das Traineramt beim FC Málaga.

## Erfolge
- Spanischer Meister (2): 1996/97, 1999/00
- Spanischer Pokalsieger: 2002
- Spanischer Supercup (3): 1997, 2000, 2002
- UEFA Champions League: 1998